# Ugny-le-Gay
Ugny-le-Gay är en kommun i departementet Aisne i regionen Hauts-de-France i norra Frankrike. Kommunen ligger  i kantonen Chauny som ligger i arrondissementet Laon. År 2022 hade Ugny-le-Gay 186 invånare.

## Befolkningsutveckling
Antalet invånare i kommunen Ugny-le-Gay
Referens: INSEE